# Henrique Grey, 1.º Duque de Suffolk
Henrique Grey (17 de janeiro de 1517 - 23 de fevereiro de 1554) foi Marquês de Dorset e Duque de Suffolk.
Ele era filho de Tomás Grey, 2.º Marquês de Dorset e Margarida Wotton. Através de seu pai, ele foi bisneto de Isabel Woodville, rainha de Eduardo IV de Inglaterra, pelo seu primeiro casamento com Sir João Grey de Groby. Ele herdou o título de Marquês de Dorset quando seu pai morreu. Ele foi o pai de Joana Grey, rainha da Inglaterra por nove dias.

## Primeiro casamento
Seu primeiro casamento foi com Catarina Fitzalan, filha de Guilherme FitzAlan, 18.º Conde de Arundel. Henrique Grey tornou-se o terceiro marquês de Dorset, em 1530, quando seu pai morreu. Ele se em pouco tempo.

## Segundo casamento
Em 1533, com a permissão do rei Henrique VIII, casou-se com Lady Francisca Brandon (1517-1559), filha da irmã do rei, Maria Tudor, e Carlos Brandon, 1.º Duque de Suffolk. O casal teve três filhas que sobreviveram à infância: Lady Joana Grey (1537-1554), Lady Catarina Grey (1540-1568) e  Lady Maria Grey (1545-1578).
Antes da morte de Henrique VIII em 1547, Grey tornou-se uma referência nos círculos judiciais. Nomeado cavaleiro da Ordem do Banho, ele era portador da espada do rei na coroação de Ana Bolena, em 1533, e esteve presente na chegada de Ana de Cleves, em 1540, e na captura de Boulogne, em 1545. Ele usava, às vezes, o Cap of Maintenance no parlamento. Ele ajudou a liderar o exército na França em 1545. Em 1547, ingressou na Ordem da Jarreteira.

### Filhos
Sua esposa, Francisca Brandon, é creditada como uma mulher difícil e forte; também se diz que ela era uma mãe e esposa dominantes. Pelo direito de seu nascimento, ele ocupava uma posição importante na política de seu tempo.
Ela tinha grandes expectativas por suas filhas, fazendo com que recebessem a mesma educação cuidadosa que as princesas Maria e Isabel. Dessa maneira, os Grey eram considerados praticamente da mesma ordem que as princesas.
1. Gêmeos, n. e m. 1537.
2. Joana Grey ( Bragate, Leicestershire , Outubro de 1537-12 de fevereiro de 1554), Rainha de Inglaterra por nove dias e decapitada na Torre, sepultada Capela Real da Torre).
3. Maria Grey (1545-20 de abril de 1578). Casou em 1564 com Tomás Keyes (morto em 1571).
4. Catarina Grey (1540-26 de janeiro de 1568), casou com Henrique Herbert; divorciando-se, casou em 1560 com Eduardo Seymour (1539-1621) Conde de Hertford. E é mãe de Eduardo Seymour, Visconde de Beauchamp

## Intrigas durante o reinado de Eduardo VI
Ele se juntou a John Dudley, líder do Conselho Real, que serviu como regente em nome do menor Eduardo VI de Inglaterra, rei desde os nove anos de idade. Aproveitando a ascendência de sua esposa, que era prima do rei, Dudley e Henrique tentaram controlar a coroa assim que o doente rei Eduardo morresse sem herdeiros.
O testamento de Henrique VIII, pai do jovem rei, deixou claro que, se o filho morresse sem descendentes, os sucessores da coroa seriam suas filhas Maria e Isabel, no entanto, Dudley e Henrique tinham um novo testamento assinado pelo Eduardo agonizante, que ditava que os descendentes de Frances Brandon o sucedesse. Tanto ele organizou um casamento apressado entre seus filhos, realizada em 21 de maio de 1553. Em 6 de julho do mesmo ano, Eduardo morreu e três dias depois o conselho proclamou Lady Joana Grey como rainha da Inglaterra.

## A condenação de sua filha Joana Grey por Maria I de Inglaterra

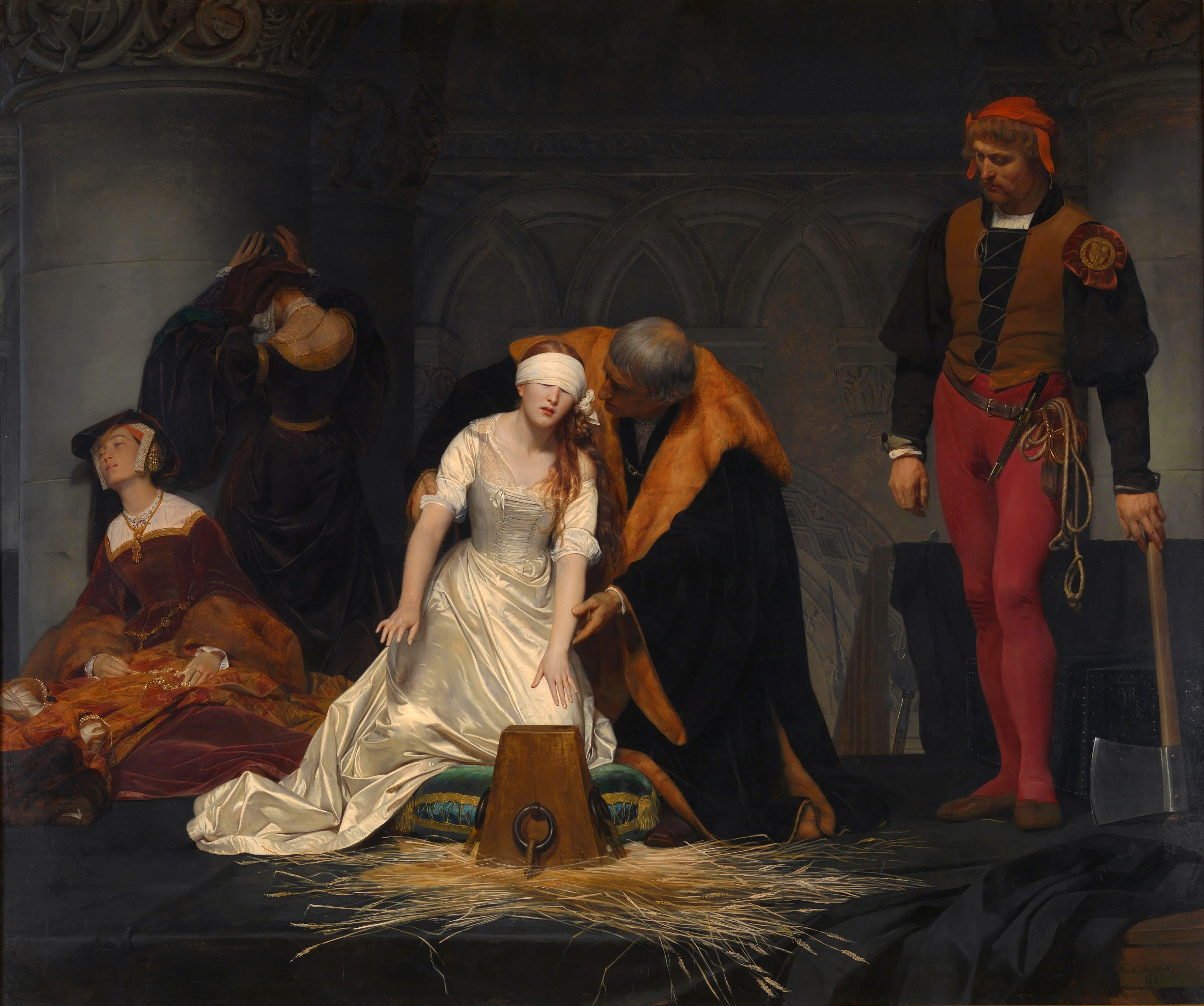
A execução de Joana Grey,
por Paul Delaroche, na National Gallery

O plano de Henrique e Dudley atrasou alguns dias, tempo suficiente para que Maria, filha de Henrique VIII, reunir as forças necessárias para reivindicar seus direitos. Em 19 de julho de 1553 foi proclamada rainha e condenou à morte tanto a usurpadora Joana Grey como Dudley, perdoando Henrique e outros envolvidos. Henrique e os outros aliados perdoados tornaram-se parte do conselho de Maria, agora coroada como Maria I de Inglaterra.
A rainha enviou sucessivamente Grey para defender seus territórios em Calais e Guînes, ameaçados por Henrique II de França.
O casamento entre a rainha e Filipe II de Espanha criou muito descontentamento em todo o país, entre os nobres que procuraram criar conflito também foi o duque de Suffolk, que, juntamente com outros conspiradores, tentou levar Isabel, irmã mais nova de Maria, ao trono.
Os distúrbios foram dominados e os responsáveis foram presos e condenados à morte.

## Morte
Henrique Grey foi decapitado em 23 de fevereiro de 1554, aos 37 anos.